# ستيوارت هيكس
ستيوارت هيكس (بالإنجليزية: Stuart Hicks)‏ (30 مايو 1967 في المملكة المتحدة - ) هو لاعب كرة قدم بريطاني في مركز الدفاع. لعب مع بريستون نورث إيند وسكونثورب يونايتد وكولتشستر يونايتد ونادي بيتربورو يونايتد ونادي دونكاستر روفرز ونادي ليتون أورينت وهدرسفيلد تاون ونادي تشستر سيتي ونادي سكاربورو وHucknall Town F.C. ‏ ونادي مانسفيلد تاون وWisbech Town F.C. ‏.

## وصلات خارجية
- ستيوارت هيكس على موقع قاعدة بيانات كرة القدم.إي يو (الإنجليزية)
- ستيوارت هيكس على موقع Soccerbase.com (لاعب) (الإنجليزية)